# Vadzim Machneŭ
Vadzim Henadzevitj Machneŭ (belarusiska: Вадзім Генадзевіч Махнеў), född den 21 december 1979 i Minsk i Vitryska SSR i Sovjetunionen (nu Belarus), är en belarusisk kanotist.
Han tog OS-brons i K-2 500 meter i samband med de olympiska kanottävlingarna 2004 i Aten.
Han tog OS-guld i K-4 1000 meter och ett nytt OS-brons i K-2 500 meter i samband med de olympiska kanottävlingarna 2008 i Peking.
Han tog därefter OS-silver i K-2 200 meter i samband med de olympiska kanottävlingarna 2012 i London.